# Глухая (приток Прямой)
Глухая — река в России, протекает по Кемеровскому району Кемеровской области. Устье реки находится в 5 км по правому берегу реки Прямая. Длина реки составляет 11 км.

## Данные водного реестра
По данным государственного водного реестра России относится к Верхнеобскому бассейновому округу, водохозяйственный участок реки — Томь от города Новокузнецк до города Кемерово, речной подбассейн реки — Томь. Речной бассейн реки — (Верхняя) Обь до впадения Иртыша.